# 海淀五路居站
海淀五路居站是一个位于中国北京市海淀区田村路街道与八里庄街道交界西四环北路、玲珑路交叉口，属于北京地铁6号线的地铁车站。车站原称五路居站，由于北京其他地区也有“五路居”的地名，因而添加所在区“海淀”以示区别。未来北京地铁12号线也将经过本站。

## 車站結構
本站采用三层四跨矩形框架结构，站台为西班牙式月臺佈局，原为一期工程列车折返上下客使用，两侧侧式站台供乘客下车，中间岛式站台供乘客上车。
随着6号线西延段开通，延伸到金安桥站，车站仅保留岛式站台用作上下客，而原有两个侧式站台被关闭。
| 地面层          | 出入口                  | A-D出入口                        |
| 地下一层 站厅层 | 站厅                    | 票务服务、自动售票机、一卡通充值 |
| 地下二层 站台层 | 侧式站台，不开放使用    | 侧式站台，不开放使用             |
| 地下二层 站台层 | █ 6号线往金安桥（田村） |                                  |
| 地下二层 站台层 | 島式站台，左側開門      |                                  |
| 地下二层 站台层 | █ 6号线往潞城（慈寿寺） |                                  |
| 地下二层 站台层 | 側式站台，不开放使用    |                                  |

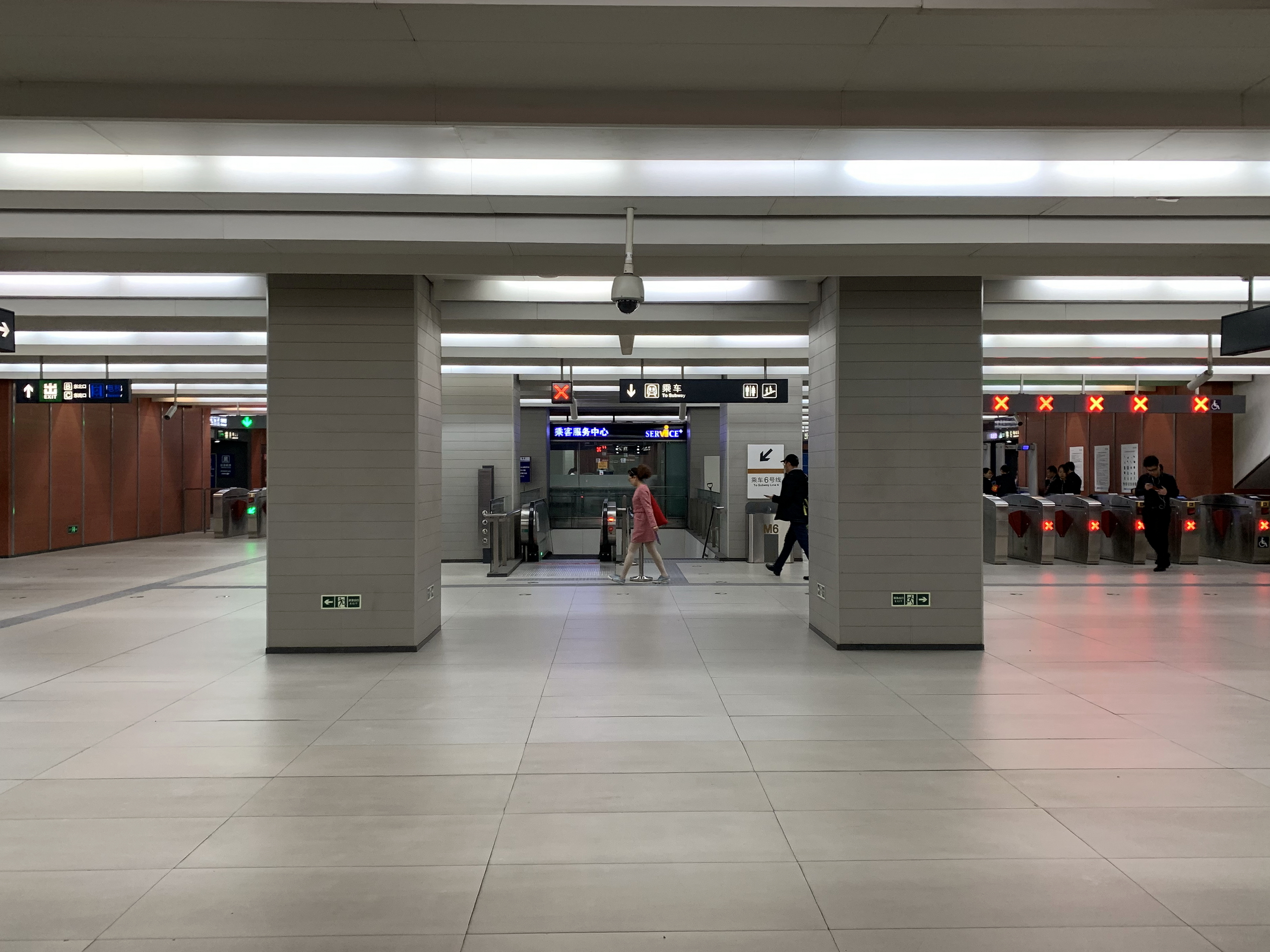
車站站厅层（2019年4月摄）
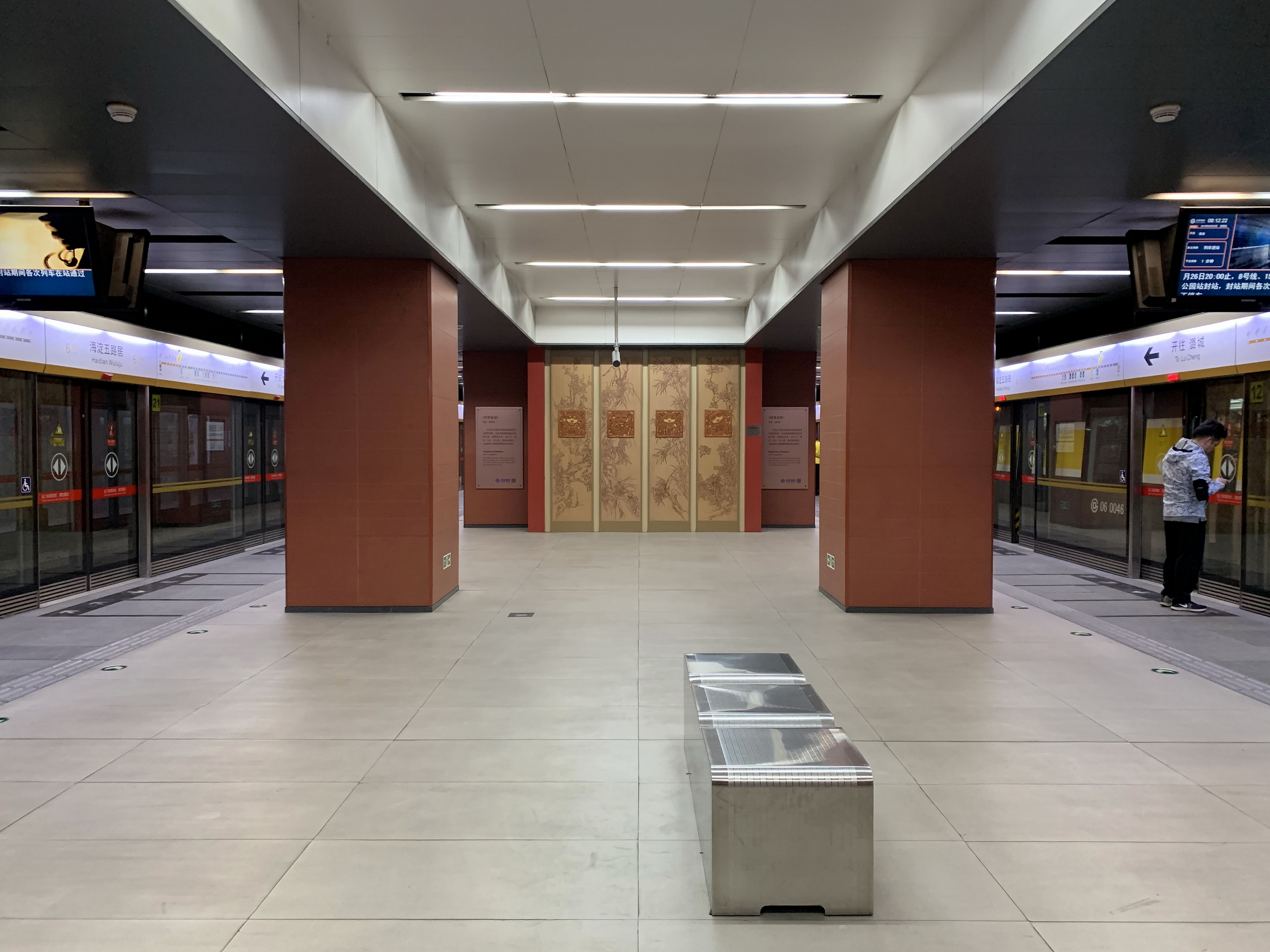
站台中央（2019年4月摄）

## 位置及名称
该站位于玲珑路和西四环北路的交汇处。关于海淀五路居地名的来历则有两种说法，其一是早年间由宋、杨、刘、陆、靳五位结拜兄弟合开的茶馆“五禄聚”，后因笔画过多不便书写而改为“五路居”，民间传说该茶馆一直开到清末民初；其二为清末五条小路的交会处，路口有山东人经营的饭馆“五路”（或曰“五路聚”），后谐音为五路居，形成村落后以饭馆之名为村名。

## 出入口
这个车站共有4个出口：A（西北）、B（东北）、C（东南）、D（西南），全部位于西四环北路东侧。
|                       |        |                  |      |            |
| 编号                  | 指示   | 建议前往的目的地 | 图片 | 无障碍设施 |
| 出口 · A              | 西四环 |                  |      | 不適用     |
| 出口 · B              | 玲珑路 |                  |      | 不適用     |
| 出口 · C              | 玲珑路 |                  |      | 不適用     |
| 出口 · D · 升降机标志 | 西四环 |                  |      |            |
| 註： 設有             |        |                  |      |            |

## 接驳交通
车站外设置一个公交场站，336路、414路、73路等公交线路以此为起点。